# Iglesia de Santa María Magdalena (Plencia)
La iglesia de Santa María Magdalena de Plencia (Vizcaya, España) es un edificio macizo de gran robustez resaltada por el cuerpo de la torre-campanario, torre que une a su función religiosa la defensiva, como vigía sobre la ría y el puerto.
El cuerpo del templo se compone de tres naves, la central más ancha que las laterales. Tiene cabecera recta y coro de madera a los pies. La cubierta es de madera, cuyo artesanado materializa modelos del escultor bilbaíno Vicente Larrea. La cubrición se sustenta sobre sus pilares octogonales fasciculados con sus lados cóncavos, sobre base cilíndrica escalonada. Los capiteles son poligonales, de doble registro y presentan decoración de molduras, círculos y dientes de sierra.
Este edificio se apareja en piedra y en madera. La piedra, trabajada en sillería en buena parte de la fábrica, junto a las formas puras y desornamentadas del edificio le proporcionan un aspecto propio de arquitectura fortificada.